# Liste der Tomatensorten/U
Erläuterungen und Quellen: Siehe Hauptartikel!
| Tomatensorte                | Bild | Beschreibung | Quellen             |
| --------------------------- | ---- | --- | ------------------- |
| U De G Campeon              |      | Züchter: Jose Luis Martinez Ramirez | j                   |
| U.S.A. Pointue              |      | | c                   |
| Ub 13 T 125                 |      | Züchter: Unigenia Biosciencie S.L.U. | j, o                |
| Uber                        |      | | j                   |
| Überreich                   |      | | c, g, h             |
| Uc 105                      |      | | j                   |
| Uc 105 J                    |      | | j                   |
| Uc 123                      |      | | c                   |
| Uc 124                      |      | | c                   |
| Uc 134                      |      | | j                   |
| Uc 134-1-2 Vf               |      | | j                   |
| Uc 82                       |      | | j                   |
| Uc 82 A                     |      | | j                   |
| Uc 82 B                     |      | | j                   |
| Uc 90 Vf                    |      | | j                   |
| Uc 97-3                     |      | Züchter: The Regents Of The University Of California (Us) | j                   |
| Uco 1 Inta                  |      | | j                   |
| Uco 12 Inta                 |      | Züchter: E.E.A.La Consulta | j                   |
| Uco 14 Inta                 |      | | j                   |
| Uco 15 Inta                 |      | | j                   |
| Uco 16 M Inta               |      | | j                   |
| Uco 17 M Inta               |      | | j                   |
| Uco 18 M Inta               |      | | j                   |
| Uco 2 Inta                  |      | Züchter: Eea La Consulta | j                   |
| Uco 3 Inta                  |      | Züchter: Eea La Consulta | j                   |
| Uco 4 Inta                  |      | Züchter: Eea La Consulta | j                   |
| Uco 5-92                    |      | Züchter: Eea La Consulta | j                   |
| Uco 8 Inta                  |      | Züchter: Inta La Consulta | j                   |
| Ucoduro Inta                |      | Züchter: Eea La Consulta | j                   |
| Ucoplata Nvmt               |      | Züchter: Eea La Consulta | j                   |
| Udacha                      |      | Züchter: Bekov Rustam Hizrievich, Maksimov Sergej Vasilievich, Lyubina Nikolaj Nikolaevich, Kostenko Aleksandr Nikolaevich | j                   |
| Udachnyj                    |      | Züchter: Kozak Vladimir Ivanovich | j                   |
| Udarnik                     |      | Züchter: Ognev Valerij Vladimirovich, Klimenko Nikolaj Nikolaevich, Kostenko Aleksandr Nikolaevich, Sergeev Vladimir Valerievich | j                   |
| Uerlausiaki                 |      | | c                   |
| Ug 1122713                  |      | Züchter: United Genetics Seeds Co. | j, o                |
| Ug 124                      |      | | j, o                |
| Ug 15212                    |      | Züchter: United Genetics Seeds Co. | j, o                |
| Ug 15601                    |      | | j                   |
| Ug 15908                    |      | | j                   |
| Ug 16112                    |      | | j, o                |
| Ug 16201                    |      | | j                   |
| Ug 17301                    |      | | j                   |
| Ug 18806                    |      | | j, o                |
| Ug 190 Lyco                 |      | | j                   |
| Ug 19406                    |      | | j                   |
| Ug 19806                    |      | | j, o                |
| Ug 21511                    |      | Züchter: United Genetics Seeds Co. | j, o                |
| Ug 21802                    |      | | j                   |
| Ug 22202                    |      | | j                   |
| Ug 23502                    |      | | j                   |
| Ug 26606                    |      | | j                   |
| Ug 3002                     |      | | j                   |
| Ug 332303                   |      | | j                   |
| Ug 417807                   |      | | j                   |
| Ug 4305                     |      | | j                   |
| Ug 467 Lyco                 |      | | j                   |
| Ug 5202                     |      | | j, o                |
| Ug 7208                     |      | | j                   |
| Ug 8103                     |      | | j                   |
| Ug 8110                     |      | | j, o                |
| Ug 812                      |      | | j                   |
| Ug 812 J                    |      | | j, o                |
| Ug 8168                     |      | | j                   |
| Ug 8168 2000                |      | | j, o                |
| Ug 822                      |      | | j                   |
| Ug 8701                     |      | | j                   |
| Ug 92233 Tsw                |      | | j                   |
| Ug 9233 Tsw                 |      | | j                   |
| Ug Early                    |      | | j                   |
| Ug Early 2000               |      | | j                   |
| Ug Peel                     |      | | j                   |
| Ug Red                      |      | | j                   |
| Ug Red 2000                 |      | | j                   |
| Ug Red Dual                 |      | Züchter: United Genetics | j                   |
| Ug Red Liko                 |      | Züchter: United Genetics | j                   |
| Ug Red Lyco                 |      | | j, o                |
| Ug Red Lyko                 |      | Züchter: United Genetics | j, o                |
| Ugi 57414                   |      | Züchter: United Genetics Seeds Co. | j, o                |
| Ugi 57914                   |      | Züchter: United Genetics Seeds Co. | j, o                |
| Ugt 794                     |      | | j                   |
| Ugt 983                     |      | | j                   |
| Ugx 601                     |      | | j                   |
| Ugx 6064                    |      | | j                   |
| Ugx 734                     |      | | j                   |
| Ugx 8168                    |      | | j                   |
| Ugx 820                     |      | | j                   |
| Ugx 822                     |      | | j, o                |
| Ugx 938                     |      | | j                   |
| Uhazher                     |      | Züchter: Dubinin Sergej Vladimirovich, Kirillov Mihail Ivanovich | j                   |
| Uj Üstökos                  |      | | g, h                |
| Ukde                        |      | | j                   |
| Ukraine I                   |      | | n                   |
| Ukrainian Big Salad         |      | | c, d                |
| Ukrainian Coeur De Boeuf    |      | | c                   |
| Ukrainian Heart             |      | | c, d, k             |
| Ukrainian Pear              |      | | c, d, e, g, h, k, m |
| Ukrainian Poet              |      | | c, d, g, h          |
| Ukrainian Purple            |      | Züchterin: Irma Henkel. Importiert nach Deutschland in 1980. Große, 100 g schwere, flaschenförmige Früchte. Pflanze über 2 m hoch. | [ 1 ]               |
| Ukrainian Vining            |      | | c, d                |
| Ukrainische Eier            |      | | c, d                |
| Ukrainische Fleischtomate   |      | | n                   |
| Ukrainische Schöne          |      | | c                   |
| Ukrainka                    |      | | c, d                |
| Ukrainskij Teplicnyj        |      | | g, h                |
| Ukrainskij Teplicnyj 285    |      | | g, h                |
| Ulan                        |      | Züchter: Instytut Ogrodnictwa \Przedsiebiorstwo Nasiennictwa Ogrodniczego I Szkolkarstwa W Ozarowie Mazowieckim Spolka Z O.O. | c, j                |
| Ulf 1193                    |      | | g, h                |
| Ulises                      |      | Züchter: Semillas Fito, S.A. | j                   |
| Ulises Rs                   |      | Züchter: Seminis Veget.Seeds Inc | j                   |
| Ulises T 9209               |      | Züchter: Intersemillas | j                   |
| Ulisse                      |      | Züchter: Novartis Seeds B.V. | j                   |
| Uliyana                     |      | Züchter: Tarasov Yurij Dmitrievich | j                   |
| Ulrichowski Wczesny         |      | | g, h                |
| Ultimate Giant              |      | | c, d, k             |
| Ultimate Opener             |      | | f                   |
| Ultimate Opener F1          |      | | c, d                |
| Ultimo                      |      | Züchter: Enza Zaden B.V. | j                   |
| Ultra                       |      | Züchter: Orsetti Seeds | j, o                |
| Ultra Boy                   |      | | j, o                |
| Ultra Skorospelij           |      | | c, d                |
| Ultrabec                    |      | | c, d                |
| Ultratidig                  |      | | c, d                |
| Uluru Ochre                 |      | | c, d, e             |
| Ulybka                      |      | Züchter: Gavrish Sergej Fedorovich, Amcheslavskaya Elena Valentinovna, Kapustina Raisa Nikolaevna, Gladkov Dmitrij Sergeevich, Nesterovich Arkadij Nikolaevich, Volkov Aleksandr Aleksandrovich, Semenova Anna Nikolaevna, Artemieva Galina Mihajlovna, Filimonova Yuliya Alekseevna | j                   |
| Uma                         |      | Züchter: Hazera Genetics | j                   |
| Umagna                      |      | Züchter: Rijk Zwaan Zaadteelt En Zaadhandel B.V. | j, o                |
| Umberto Pear                |      | | d                   |
| Umbraculiformis             |      | | g, h                |
| Umbrosa                     |      | | g, h                |
| Umelets                     |      | Züchter: Motov Viktor Mihajlovich, Ostanina Olga Borisovna, Motova Margarita Viktorovna | j                   |
| Umex                        |      | Züchter: Syngenta Seeds B.V. | j                   |
| Umh 1093                    |      | Züchter: Juan Jose Ruiz Martinez Y Santiago Garcia Martinez | j, o                |
| Umh 1101 Xif                |      | Züchter: Juan Jose Ruiz Martinez Y Santiago Garcia Martinez | j, o                |
| Umh 1127                    |      | Züchter: Juan Jose Ruiz Martinez Y Santiago Garcia Martinez | j, o                |
| Umh 1139                    |      | Züchter: Juan Jose Ruiz Martinez Y Santiago Garcia Martinez | j, o                |
| Umh 1155                    |      | Züchter: Juan Jose Ruiz Martinez Y Santiago Garcia Martinez | j, o                |
| Umh 1200                    |      | Züchter: Juan Jose Ruiz Martinez Y Santiago Garcia Martinez | j, o                |
| Umh 1203                    |      | Züchter: Juan Jose Ruiz Martinez Y Santiago Garcia Martinez | j, o                |
| Umh 1209                    |      | Züchter: Juan Jose Ruiz Martinez Y Santiago Garcia Martinez | j, o                |
| Umh 1353                    |      | Züchter: Juan Jose Ruiz Martinez Y Santiago Garcia Martinez | j, o                |
| Umh 1354                    |      | Züchter: Juan Jose Ruiz Martinez Y Santiago Garcia Martinez | j, o                |
| Umh 1400                    |      | Züchter: Juan Jose Ruiz Martinez Y Santiago Garcia Martinez | j, o                |
| Umh 1401                    |      | Züchter: Juan Jose Ruiz Martinez Y Santiago Garcia Martinez | j, o                |
| Umh 1402                    |      | Züchter: Juan Jose Ruiz Martinez Y Santiago Garcia Martinez | j, o                |
| Umh 1415                    |      | Züchter: Juan Jose Ruiz Martinez Y Santiago Garcia Martinez | j, o                |
| Umh 1422                    |      | Züchter: Juan Jose Ruiz Martinez Y Santiago Garcia Martinez | j, o                |
| Umh 972                     |      | Züchter: Juan Jose Ruiz Martinez Y Santiago Garcia Martinez | j, o                |
| Una Hartsock                |      | | d                   |
| Una Hartsock's Beefsteak    |      | | c                   |
| Una Hartsock's Small Red    |      | | c, d                |
| Una's Yellow Cherry         |      | | c, d                |
| Uncino                      |      | | j, o                |
| Uncle Blaine's Pink Beef    |      | | c, d                |
| Uncle Ike's Big Red         |      | | c, d                |
| Uncle Mark’s Bagby          |      | | c, d, f             |
| Uncle Mart's Oxheart        |      | | c, d                |
| Uncle Steve's Italian Plum  |      | | c, d                |
| Uncle Steve's Oxheart       |      | | c, d                |
| Undulatifolia               |      | | g, h                |
| Unermüdliche                |      | | g, h                |
| Ungarische Fleischtomate    |      | | n                   |
| Ungarische Herztomate       |      | | f                   |
| Ungarische Traube           |      | | c                   |
| Ungarische Trauben          |      | | n                   |
| Unibac                      |      | | j                   |
| Unicaulis                   |      | | g, h                |
| Unico                       |      | | j                   |
| Unicolt                     |      | | j                   |
| Unicorn                     |      | Züchter: Kim, Ilyong | j, o                |
| Unicum                      |      | | j                   |
| Uniform Globe               |      | | g, h                |
| Unifort                     |      | | j, o                |
| Unijuga                     |      | | g, h                |
| Unikalnji                   |      | | c                   |
| Unikalnyi                   |      | | d                   |
| Unikum                      |      | | j                   |
| Uniluc                      |      | | g, h                |
| Unimar                      |      | Züchter: Ergon International N.V. | j                   |
| Union                       |      | Züchter: Zeraim Gedera Ltd (Il) | j                   |
| Unique                      |      | | g, h                |
| Unirex                      |      | | j, o                |
| Uniro                       |      | Züchter: De Ruiter Zonen (Nl) | j                   |
| Univers                     |      | | j                   |
| Universal                   |      | Züchter: Gavrish Sergej Fedorovich, Morev Viktor Vasilievich, Amcheslavskaya Elena Valentinovna, Degovtsova Tatiyana Vladimirovna, Volok Olga Anatolievna, Gladkov Dmitrij Sergeevich, Semenova Anna Nikolaevna, Redichkina Tatiyana Aleksandrovna                                   | j                   |
| Universal Mech              |      | | j                   |
| Unknown                     |      | | g, h                |
| Unnamed Czech Republic      |      | | c, d                |
| Uno                         |      | Züchter: Farkas Jozsef, Komlosi Csilla, Filius Isnvan | j                   |
| Unó                         |      | | j                   |
| Uno Rosso                   |      | | j                   |
| Unrunde                     |      | | n                   |
| Unter                       |      | Züchter: Panchev Yurij Ivanovich, Panchev Yurij Yurievich, Tarasov Yurij Dmitrievich | j                   |
| Uolli                       |      | Züchter: Zeta Seeds S.L. | j                   |
| Upgrade                     |      | | j, o                |
| Ur-Tomate Kanarische Inseln |      | | n                   |
| Uragan                      |      | Züchter: Horal Jiri, Klapste Petr | c, j                |
| Uragan F1                   |      | | d                   |
| Uragano                     |      | | j                   |
| Ural                        |      | Züchter: Gavrish Sergej Fedorovich, Morev Viktor Vasilievich, Amcheslavskaya Elena Valentinovna, Volok Olga Anatolievna | j                   |
| Uralskij Bogatyr            |      | | c, d                |
| Uralskij Mnogoplodnij 281   |      | | c, g, h             |
| Uralskij Rannij             |      | | c, d                |
| Urania                      |      | | j                   |
| Urano                       |      | Züchter: Furia Seed Srl | j, o                |
| Urban Beefsteak             |      | | c, d                |
| Urbana                      |      | | g, h, j, o          |
| Urbana Vf                   |      | | j                   |
| Urbanite                    |      | | c, d                |
| Urbanite Red                |      | | d                   |
| Urbans Gigant               |      | | c, e                |
| Urbanus                     |      | | j                   |
| Urbikany                    |      | | c, d                |
| Urhepani                    |      | Züchter: Jose Luis Martinez Ramirez | j, o                |
| Uriburi                     |      | | j                   |
| Urma                        |      | | j                   |
| Urozajnyj                   |      | | g, h                |
| Ursa                        |      | Züchter: Gsn Seeds (Us) | j                   |
| Ursula                      |      | Züchter: Hazera Genetics Ltd (Il)/Yissum Research Dev Of The Hebrew University Of Jerusalem (Il) | j                   |
| Ursyn                       |      | Züchter: Szkola Glowna Gospodarstwa Wiejskiego | j                   |
| Urtomate Gelb               |      | | n                   |
| Uruguay                     |      | Züchter: Isidro Almenar Cubells | j                   |
| Usabec                      |      | | c, d, g, h          |
| Usbekistan                  |      | | c, d                |
| Usbekistan II               |      | | d                   |
| Usbekistan III              |      | | c                   |
| Usbekistan IV               |      | | c, m                |
| Ushakov                     |      | Züchter: Gavrish Sergej Fedorovich, Morev Viktor Vasilievich, Amcheslavskaya Elena Valentinovna, Degovtsova Tatiyana Vladimirovna, Volok Olga Anatolievna, Artemieva Galina Mihajlovna, Redichkina Tatiyana Aleksandrovna                                                            | j                   |
| Uslada                      |      | Züchter: Gavrish Sergej Fedorovich, Dubinin Sergej Vladimirovich | j, o                |
| Usman                       |      | | j                   |
| Uspekh                      |      | | c, d                |
| Ussar                       |      | Züchter: Degreef Paul | j, o                |
| Ustiniya                    |      | Züchter: Dubinin Sergej Vladimirovich, Kirillov Mihail Ivanovich, Dubinina Irina Nikolaevna | j                   |
| Uta                         |      | | f, g, h             |
| Utenok                      |      | Züchter: Kozak Vladimir Ivanovich | c, e, f, j          |
| Utjonok                     |      | | c                   |
| Utopia                      |      | | j                   |
| Utra                        |      | | g, h                |
| Utrennyaya Rosa             |      | Züchter: Guseva Lyudmila Ivanovna, Nikulaesh Mihail Dmitrievich, Atluhanov Atluhan Magomedsherifovich | c, d, e, j          |
| Utro                        |      | | g, h                |
| Utyonok                     |      | | d                   |
| Uva Verde                   |      | | c, d                |
| Uvalen                      |      | Züchter: Ivanova Tatiyana Evgenievna, Vasiliev Yurij Vasilievich, Pushkareva Nataliya Vyacheslavovna, Zver'Kova Veronika Gennadievna | j                   |
| Uvertyura Nk                |      | | j                   |
| Uzbekskiye Yusupovskiye     |      | | c, e                |